# Refotografie
Die Refotografie oder Rephotography ist die wiederholte Aufnahme des gleichen Motivs, welches zu einem früheren Zeitpunkt schon aufgenommen wurde. Häufig werden alte Stadtansichten als Vorlage verwendet – mangels Zugang zu anderen überlieferten Bildern oft von alten Postkarten. Der grundlegende Aspekt des Refotografierens liegt in dem ersichtlichen Unterschied der beiden Aufnahmen.

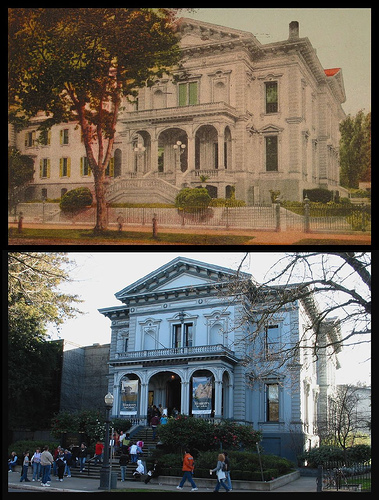
Das Crocker Art Museum in Sacramento

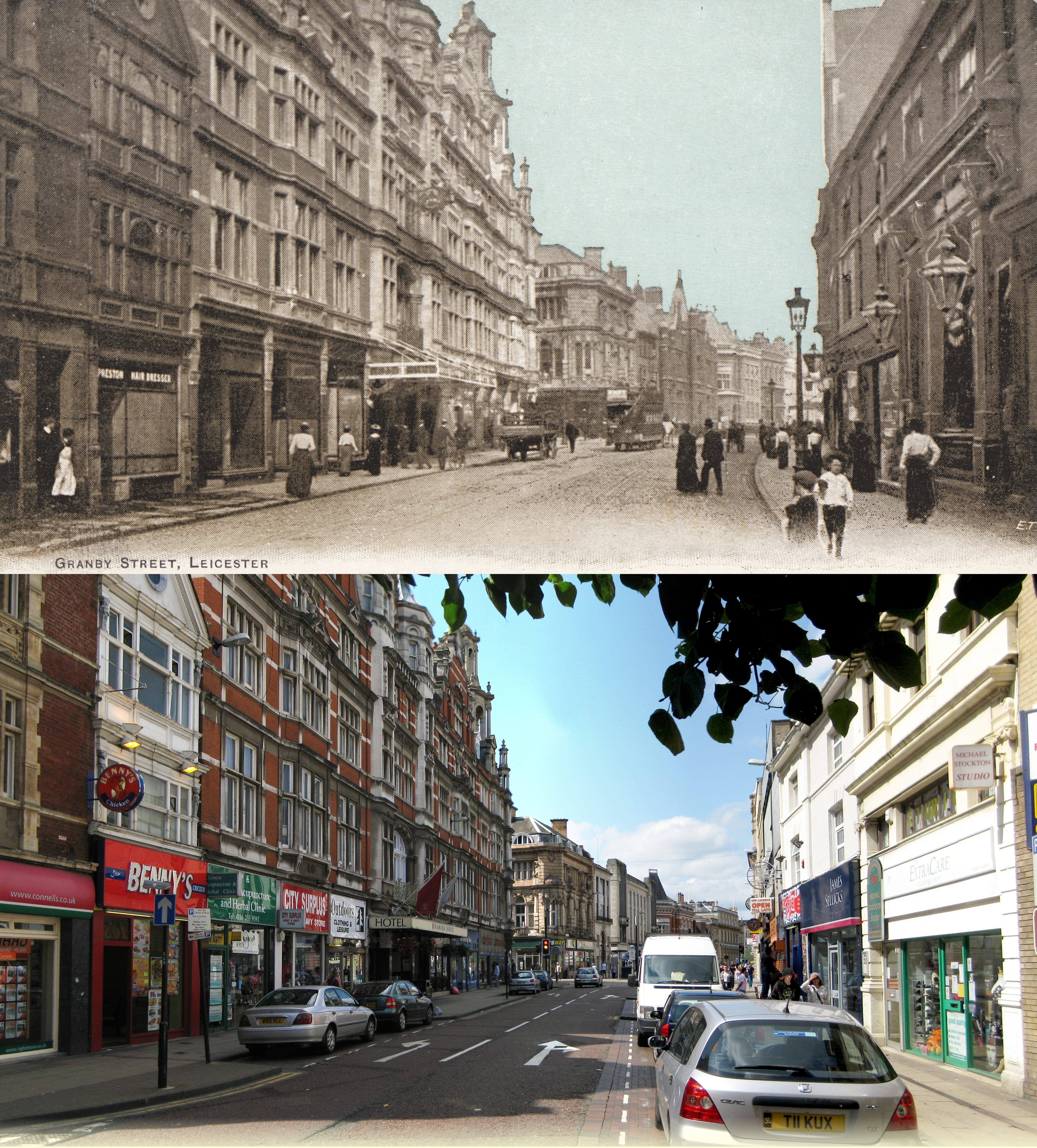
Die Granby Street in Leicester 1903 und 2009

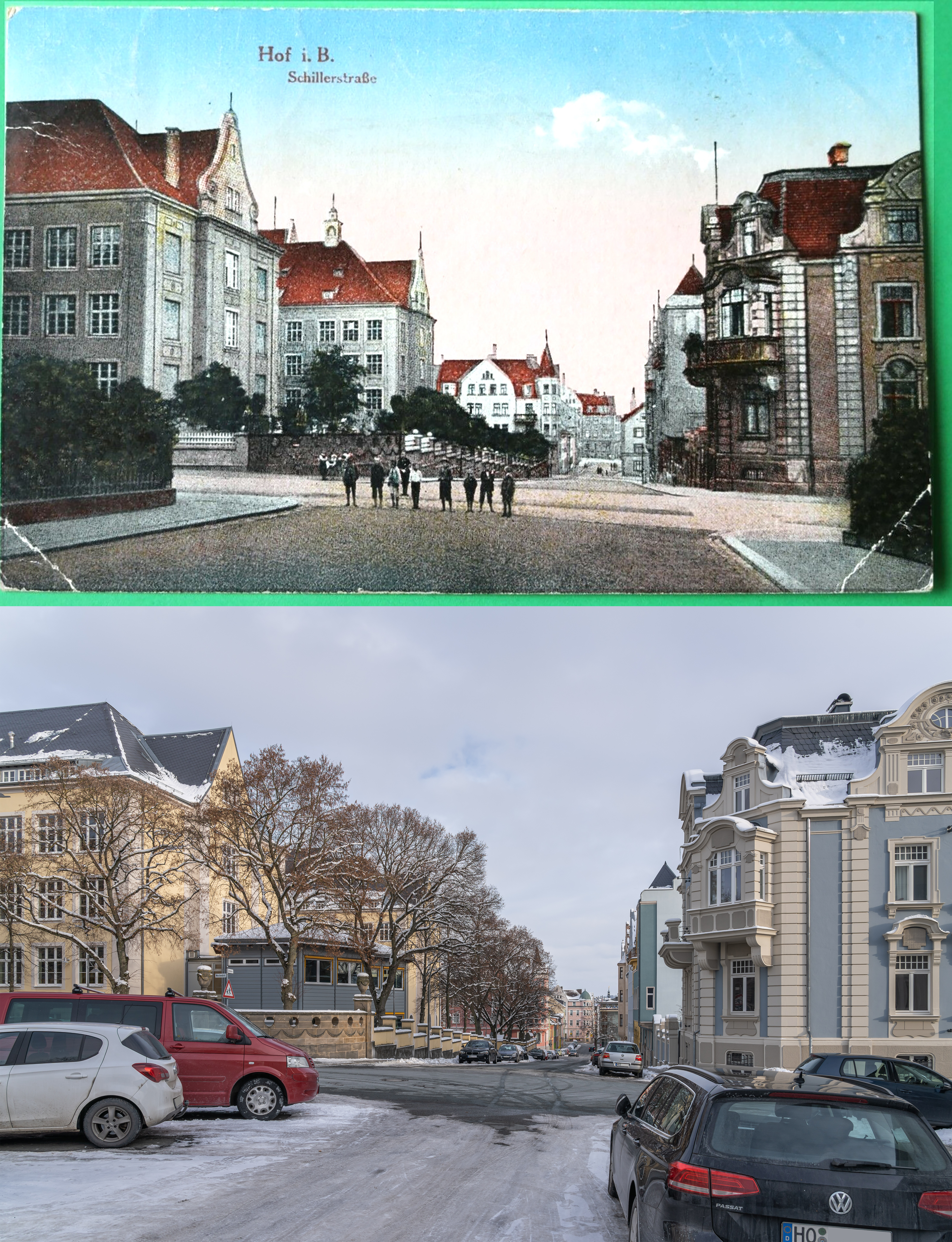
Dieselbe Ansicht aus Bayern, 1923 und 2023. Als Quellmaterial dient eine Postkarte. Mit der Zeit wurde der Zweck der Straße das Abstellen von Fahrzeugen.

## Durchführung
Zuerst wird ein passendes Bild benötigt, welches vor einiger Zeit aufgenommen wurde, wobei nicht der Zeitabstand entscheidend ist, sondern der Unterschied zum neuen Bild. Es ist zweckmäßig, eine Refotografie an möglichst genau dem Standort durchzuführen, von dem aus schon das ursprüngliche Bild fotografiert wurde. Dabei kann der Fotograf sich an Kanten, Winkeln und anderen Umgebungsmerkmalen orientieren.
Entwickler des MIT und der Firma Adobe Inc. haben eine Software entwickelt, die das Livebild einer Digitalkamera mit einem alten Foto vergleicht und damit den Fotografen anleitet, wie er die Kamera für ein optimiertes Ergebnis halten sollte. Sie nennen diese Technik Computational Rephotography.

## Präsenz im Alltag
Die Verbreitung von Refotografien erlebt seit der Einführung der Digitalkamera Ende der 1990er Jahre einen Aufschwung.
Das Projekt historypin stellt einen Dienst zur Verfügung, der es ermöglicht alte Aufnahmen, als eine Ebene, auf Google-Street-View-Karten zu legen. Dort kann man auch eigene alte Bilder hochladen.

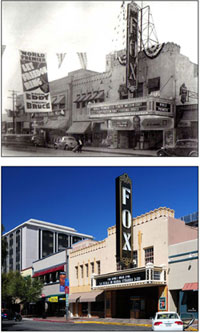
Fox Theater, Tucson

Der russische Refotograf Sergej Larenkow erregte durch seine Zusammenfügungen Berliner Ansichten aus dem Zweiten Weltkrieg und dem Frühjahr 2010 großes Aufsehen.
2015 entstand an der Universität Osnabrück ein Webportal, das die Bearbeitung und Veröffentlichung von Refotografien zum Ziel hat.

## Belege
1. 1 2 3 4 5  Fotografische Zeitreisen mittels Refotografie (Memento des Originals vom 24. November 2010 im Internet Archive)  Info: Der Archivlink wurde automatisch eingesetzt und noch nicht geprüft. Bitte prüfe Original- und Archivlink gemäß Anleitung und entferne dann diesen Hinweis. vom 1. November 2010  bei fundstuecke.at, abgerufen am 11. Januar 2014.
2. ↑  Refotografie – Wenn Heute auf Gestern trifft bei fotocommunity.de
3. 1 2  Spezial: Refotografie Bilder & Fotos bei fotocommunity.de, abgerufen am 11. Januar 2014.
4. ↑  Refotografie: Software ermöglicht fotografische Zeitreisen vom 28. Juli 2010 bei golem.de, abgerufen am 11. Januar 2014.
5. ↑  Eintrag Sergej Larenkow bei Mehring1, dem Blog des Instituts für Gesellschaftsanalyse (IfG) der Rosa-Luxemburg-Stiftung vom 15. August 2010, abgerufen am 11. Januar 2014.
6. ↑  Web-Projekt: Berlin: Wenn Gestern auf Heute trifft vom 7. August 2010  auf der Internetpräsenz der Berliner Zeitung, abgerufen am 11. Januar 2014.
7. ↑  Webportal zur »Rephotographie« - Informatiker der Uni Osnabrück laden Fotoamateure zum Mitmachen ein vom 12. Januar 2016.